# Coledococele
Coledococele é uma dilatação quística, de natureza congênita da parte terminal do colédoco. É uma doença rara: na literatura anglófona estão identificados cerca de 60 casos.